# Füstszínű tejelőgomba
A füstszínű tejelőgomba (Lactarius azonites) a galambgombafélék családjába tartozó, Európában honos, lomberdőkben élő, nem ehető gombafaj. Egyéb elnevezései: hamvas tejelőgomba, rózsaszínváltó tejelőgomba.

## Megjelenése
A füstszínű tejelőgomba kalapja 4-9 cm széles, alakja fiatalon domború, majd laposan kiterül, esetleg kissé bemélyedő lesz. Széle fiatalon aláhajló, később éles. Felszíne sima vagy nagyon finoman bársonyos. Színe szürkésbarna vagy füstszürke.
Húsa merev, fehér. Sérülésre pár perc alatt rózsaszín vagy narancsrózsaszín lesz, ilyenkor bőséges fehér (rózsaszínre váltó) tejet ereszt. Íze enyhén keserű vagy csípős, gyenge szaga gyümölcsre emlékeztet.
Közepesen sűrűn álló lemezei tönkhöz nőttek. Színük fehéres vagy krémszín.
Tönkje 3-5 cm magas és 1-1,5 cm vastag. Alakja hengeres, vagy kissé orsós, felszíne sima. Színe fehér, esetleg szürkés, apró foltokkal.
Spórapora sárgás-krémszínű. Spórája gömb vagy közel gömb alakú, felületét félig hálózatba rendeződő 1,5 µm-es szemölcsök és tarajok díszítik, mérete 7,5-9 x 7-8 µm.

### Hasonló fajok
A többi tejelőgombától füstszürke színe különíti el. Kalapja nedves időben sem síkos. Ismert fehér színváltozata (f. virgineus) is.

## Elterjedése és termőhelye
Európában honos. Magyarországon gyakori. 
Lomberdőben található meg, főleg tölgyek alatt. Júliustól novemberig terem. 

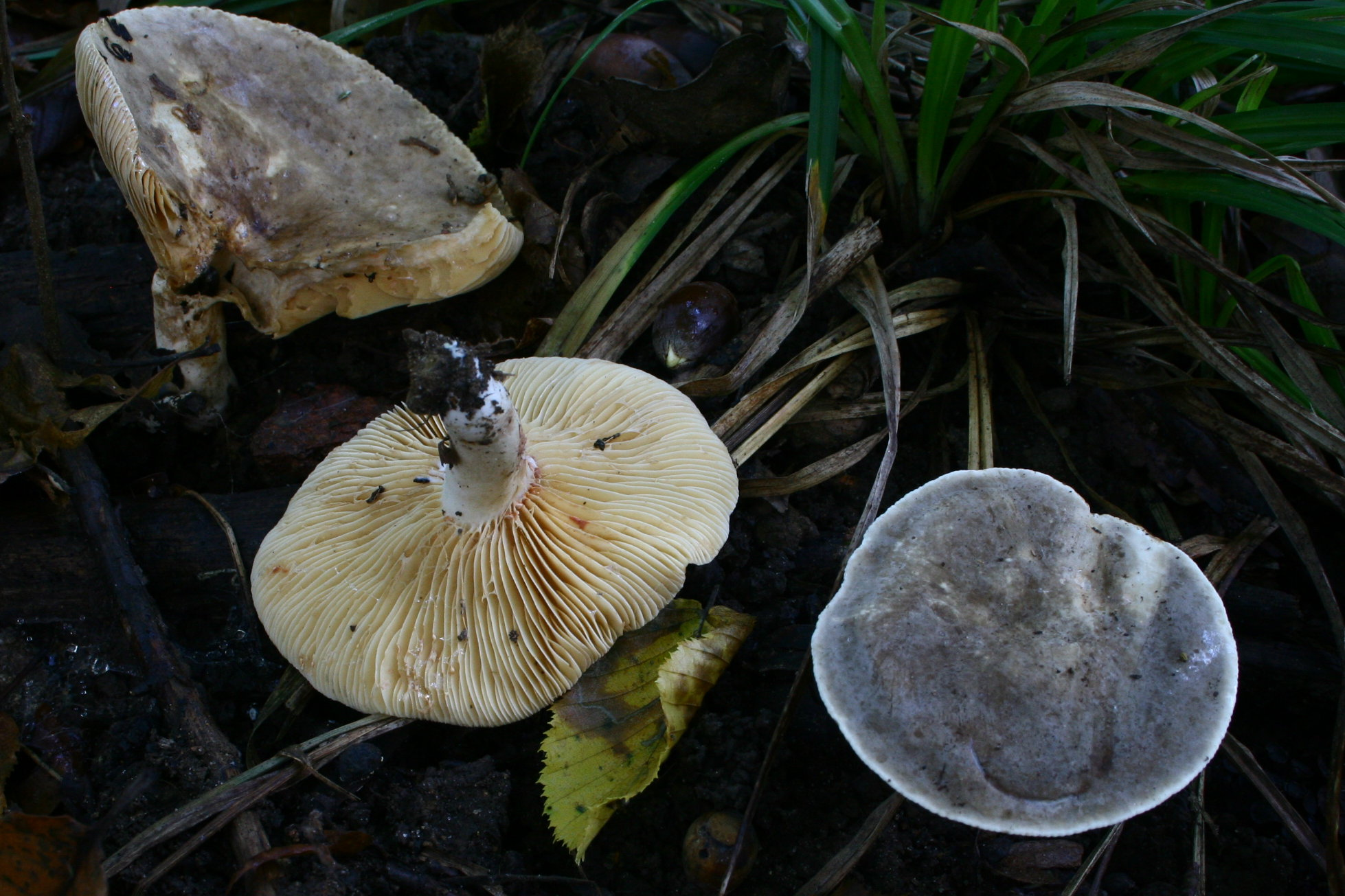
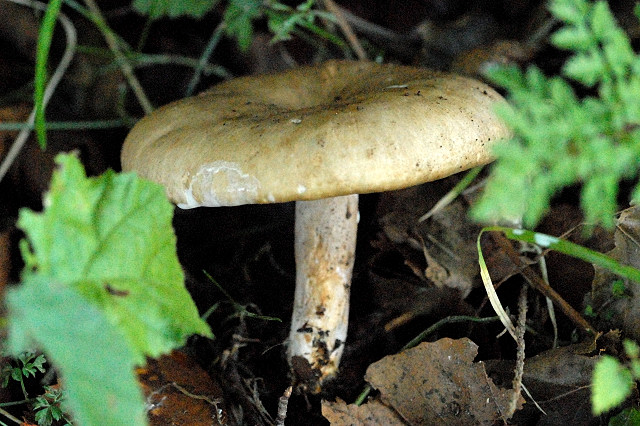
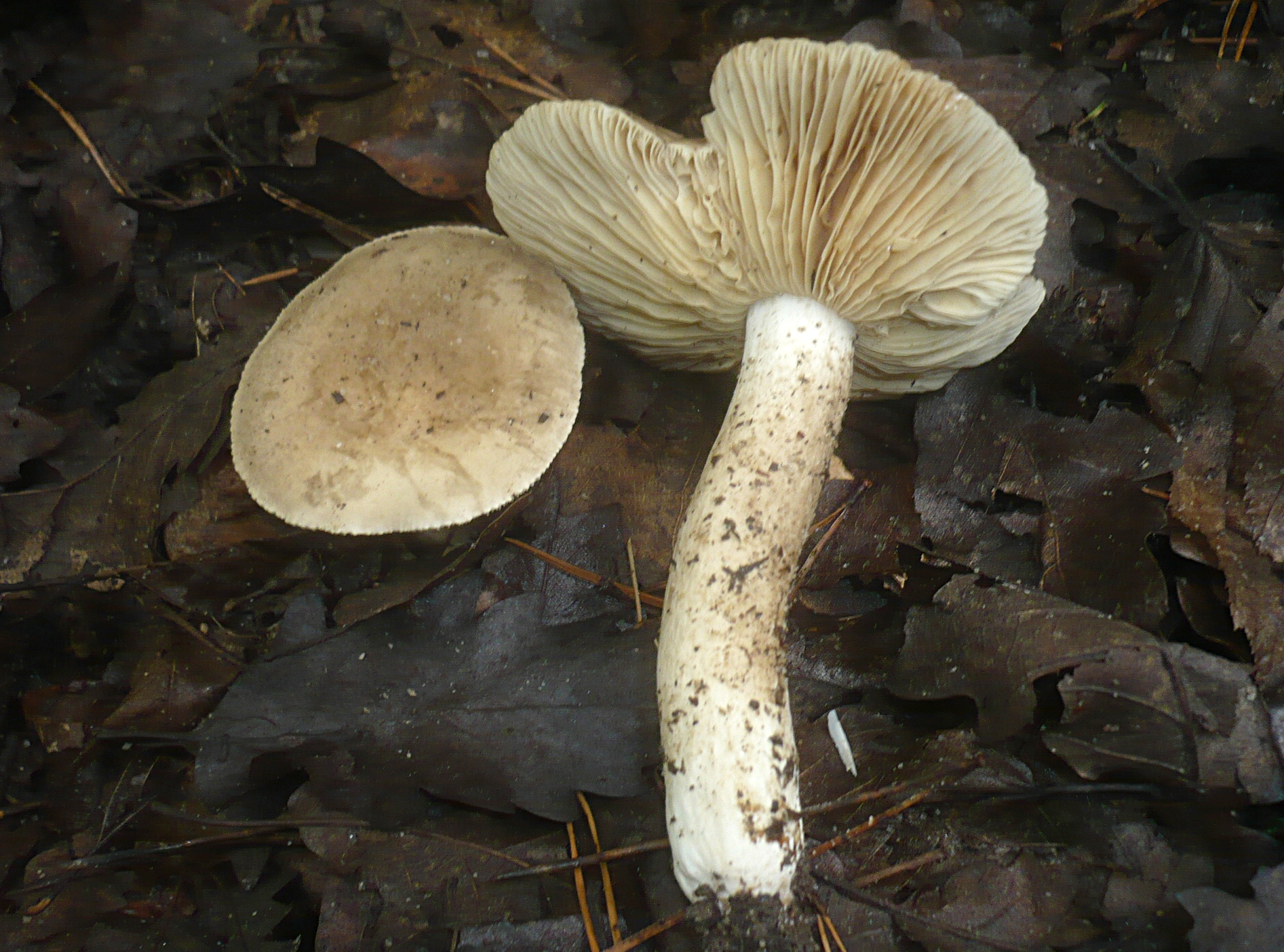
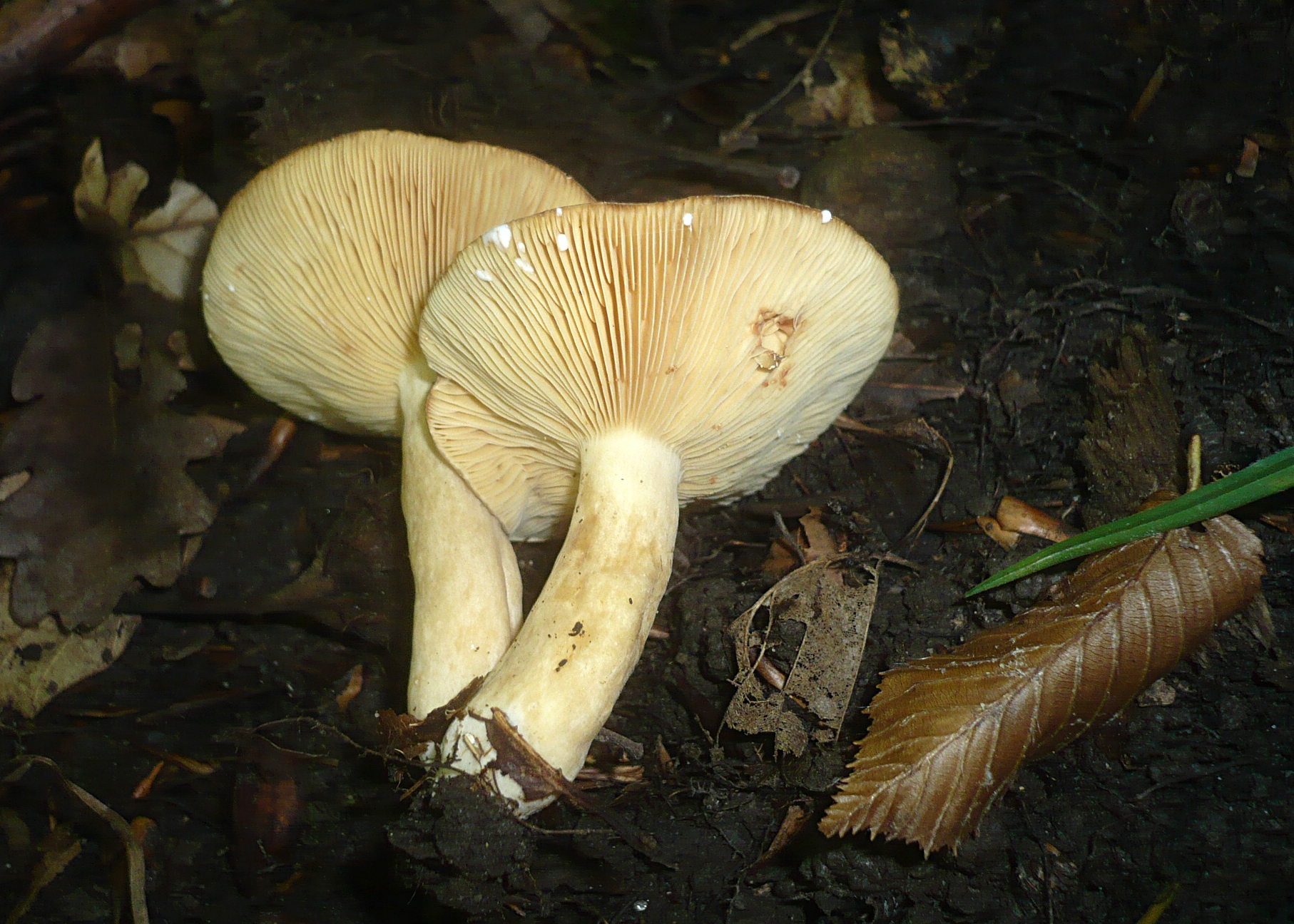
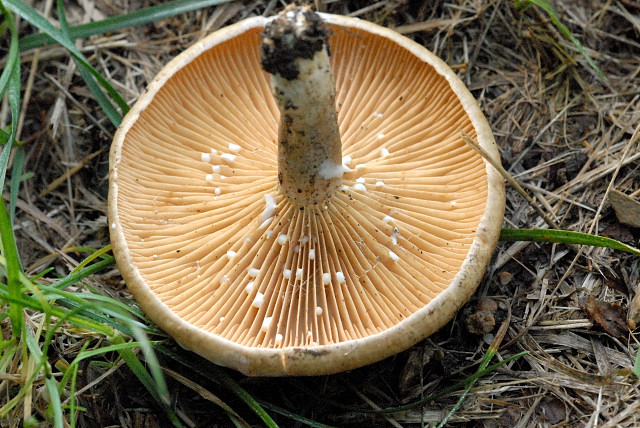

Nem ehető.